# Walki o Bełchatów
Walki o Bełchatów – starcie zbrojne mające miejsce 19 stycznia 1945 roku między oddziałami Armii Czerwonej a wojskami niemieckimi, skutkujące zdobyciem Bełchatowa i zakończeniem w mieście władzy reżimu III Rzeszy.

## Przebieg działań bojowych
Zakończenie władzy reżimu III Rzeszy w Bełchatowie, stało się możliwe dzięki przełamaniu niemieckich linii obrony w czasie ofensywy Armii Czerwonej która ruszyła 12 stycznia 1945 roku. Według rozkazu nr 849 marsz. Iwana Koniewa cofających się Niemców w kierunku na Bełchatów miały ścigać wojska 13 Armii. Jako pierwsze jednak na przedpola Bełchatowa bronionego przez garnizon niemiecki 19 stycznia 1945 roku dotarły brygady 10 Gwardyjskiego Korpusu Pancernego dowodzonego przez płk. Niła Czuprowa. 61 Gwardyjska Brygada Pancerna i 63 Gwardyjska Brygada Pancerna ze wspomnianego korpusu przy wsparciu wojsk 13 Armii przełamały opór na przedpolach miasta. Następnie w walkach ulicznych garnizon niemiecki został rozbity, jednak kosztem zniszczenia około 40% zabudowy Bełchatowa.